# سارا دنیلز (بازیگر)
سارا دنیلز (به انگلیسی: Sarah Daniels) (زاده ۱ اوت ۱۹۸۹) بازیگر، خواننده و گیمر آمریکایی است.